# Joe Snively
Joe Snively (né le 1er janvier 1996 à Herndon dans l'État de la Virginie aux États-Unis) est un joueur professionnel américain de hockey sur glace. Il évolue au poste de centre.

## Biographie

### Carrière en club
Il signe un contrat d'entrée de 2 ans à titre de joueur autonome non repêché avec les Capitals de Washington, le 18 mars 2019. Il obtient une nouvelle entente de 1 an à deux volets, le 3 juin 2021. Après 4 saisons avec les Bears de Hershey, il est rappelé pour la première fois par les Capitals, le 19 décembre 2021. Le même jour, il dispute son premier match dans la LNH face aux Kings de Los Angeles. Le 10 février 2022, il inscrit 2 buts et 1 aide dans une victoire de 5-2 contre les Canadiens de Montréal. Il s'agit de ses deux premiers buts en carrière dans la LNH. Il remporte la Coupe Calder 2023 et 2024 avec les Bears de Hershey.

## Statistiques
| Saison     | Équipe                   | Ligue      |    | Saison régulière | Saison régulière | Saison régulière | Saison régulière | Saison régulière  |                   | Séries éliminatoires | Séries éliminatoires | Séries éliminatoires | Séries éliminatoires | Séries éliminatoires |
| Saison     | Équipe                   | Ligue      | PJ | B                | A                | Pts              | Pun              | PJ                | B                 | A                    | Pts                  | Pun                  |                      |                      |
| 2012-2013  | Musketeers de Sioux City | USHL       | 48 | 9                | 7                | 16               | 10               | -                 | -                 | -                    | -                    | -                    |                      |                      |
| 2013-2014  | Musketeers de Sioux City | USHL       | 56 | 14               | 31               | 45               | 45               | 8                 | 0                 | 4                    | 4                    | 4                    |                      |                      |
| 2014-2015  | Musketeers de Sioux City | USHL       | 55 | 27               | 37               | 64               | 26               | 5                 | 1                 | 3                    | 4                    | 8                    |                      |                      |
| 2015-2016  | Bulldogs de Yale         | ECAC       | 32 | 10               | 18               | 28               | 12               | -                 | -                 | -                    | -                    | -                    |                      |                      |
| 2016-2017  | Bulldogs de Yale         | ECAC       | 33 | 14               | 25               | 39               | 34               | -                 | -                 | -                    | -                    | -                    |                      |                      |
| 2017-2018  | Bulldogs de Yale         | ECAC       | 31 | 19               | 17               | 36               | 18               | -                 | -                 | -                    | -                    | -                    |                      |                      |
| 2018-2019  | Bulldogs de Yale         | ECAC       | 33 | 15               | 21               | 36               | 17               | -                 | -                 | -                    | -                    | -                    |                      |                      |
| 2018-2019  | Bears de Hershey         | LAH        | 9  | 2                | 5                | 7                | 0                | 2                 | 0                 | 0                    | 0                    | 0                    |                      |                      |
| 2019-2020  | Bears de Hershey         | LAH        | 45 | 12               | 12               | 24               | 14               | -                 | -                 | -                    | -                    | -                    |                      |                      |
| 2020-2021  | Bears de Hershey         | LAH        | 30 | 6                | 11               | 17               | 8                | -                 | -                 | -                    | -                    | -                    |                      |                      |
| 2021-2022  | Bears de Hershey         | LAH        | 35 | 15               | 23               | 38               | 18               | 1                 | 0                 | 0                    | 0                    | 0                    |                      |                      |
| 2021-2022  | Capitals de Washington   | LNH        | 12 | 4                | 3                | 7                | 2                | -                 | -                 | -                    | -                    | -                    |                      |                      |
| 2022-2023  | Bears de Hershey         | LAH        | 32 | 9                | 18               | 27               | 6                | 20                | 2                 | 13                   | 15                   | 6                    |                      |                      |
| 2022-2023  | Capitals de Washington   | LNH        | 12 | 2                | 2                | 4                | 0                | -                 | -                 | -                    | -                    | -                    |                      |                      |
| 2023-2024  | Bears de Hershey         | LAH        | 69 | 14               | 45               | 59               | 26               | Saison en cours ? | Saison en cours ? | Saison en cours ?    | Saison en cours ?    | Saison en cours ?    |                      |                      |
| 2023-2024  | Capitals de Washington   | LNH        | 3  | 0                | 0                | 0                | 0                | -                 | -                 | -                    | -                    | -                    |                      |                      |
| Totaux LNH | Totaux LNH               | Totaux LNH | 27 | 6                | 5                | 11               | 2                | -                 | -                 | -                    | -                    | -                    |                      |                      |

### En équipe nationale
| Année | Compétition                  |   | PJ | B | A | Pts | Pun               |  | Résultat |
| 2013  | Ivan Hlinka Memorial -18 ans | 5 | 1  | 1 | 2 | 4   | Médaille d'argent |  |          |

## Trophées et honneurs personnels

### ECAC
- 2015-2016 : recrue de l'année.
  - nommé dans l'équipe des recrues.
- 2017-2018 : nommé dans la deuxième équipe d'étoiles.
- 2018-2019 : nommé dans la première équipe d'étoiles.

### Ligue américaine de hockey
- 2022-2023 : remporte la coupe Calder avec les Bears de Hershey